# Bataille du lac Champlain (1609)
Guerre iroquoise (1609)
La bataille du lac Champlain oppose la tribu iroquoise des Agniers à une coalition de tribus autochtones, composée d'Algonquins, de Hurons et de Montagnais, soutenue par leurs alliés français, menés par Samuel de Champlain. Cette bataille est probablement la première où des Européens prennent part dans un conflit entre les autochtones américains,.

## Contexte

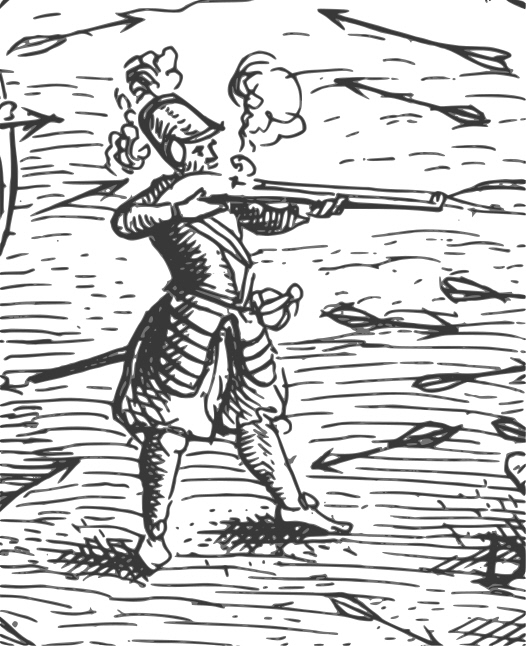
Portrait de Champlain tiré de ses Voyages (1613).

En 1608, le monopole des traites de fourrures en Nouvelle-France, octroyé à Pierre Du Gua de Monts pour un an, touche à sa fin. Son jeune lieutenant, Samuel de Champlain, comprend le trou financier que cette fin de monopole apportera et veut trouver un moyen de le compenser. Cela va de la survie de la nouvelle colonie qu’ils tentent, tous deux, de mettre en place. De Champlain voit dans la paix sur le Saint-Laurent une manière de faire fleurir son commerce et de s’approcher de la vision pacifique qu’il se fait de la Nouvelle-France. Le fleuve Saint-Laurent, dès cette époque, était constamment lieu de combat entre les Iroquois, particulièrement la tribu des Agniers, et les Montagnais, les Hurons et les Algonquins. Il choisit d’abord une voie diplomatique pour mettre ses desseins à terme. Voyant que ses efforts étaient vains, surtout en ce qui concerne l’approche des Iroquois, Champlain conclut qu’une action militaire contre les Agniers permettrait une coalition entre Montagnais, Hurons et Algonquins, une alliance entre ces tribus avec les Français et surtout un découragement des agressions de la part des Iroquois (même s’ils n’étaient pas les seuls agresseurs de ce conflit),.

## Alliance et voyage
Le 18 juin 1609, Champlain part à la rencontre du chef algonquin des Oueskarinis et du chef des Hurons Arendarhonons. L’explorateur français réussit à convaincre les deux tribus de le suivre à Québec. Après quelques festivités, Champlain réussit à persuader les deux chefs de prendre part à son plan qui consistait à une attaque contre la tribu des Agniers.
L’expédition commença le 28 juin 1609, Champlain devait prendre le fleuve Saint-Laurent et, rendu à l’actuel Sorel, prendre la rivière Richelieu qui mène au lac portant désormais son nom. Ses forces étaient composées de deux chaloupes remplies de Français armés et environ trois cents guerriers autochtones répartis sur environ cent canots. Mais le temps passa rapidement et à peine rendu à 50 kilomètres de Québec, le 1er juillet, Champlain doit se départir d’une grosse partie de ses effectifs. Pont-Gravé qui avait accompagné Champlain, devait retourner à Tadoussac pour s’occuper du poste de traite. Il quitta avec plusieurs hommes, et devait laisser des soldats à Québec pour assurer la protection de la colonie pendant l'absence de Champlain. Avant d’atteindre les terres iroquoises (l’actuel lac Champlain), le 5 juillet, on donne deux jours de repos aux voyageurs. Certains membres de expéditions, sachant qu’ils auront à affronter une tribu des plus redoutables d’Amérique du Nord, se désistent et quittent l'aventure. De plus, dans la difficile rivière iroquoise, on se rend compte que la chaloupe française ne peut plus passer dans les rapides. Champlain décide de continuer dans les canots de ses alliés et seulement deux Français, volontaires, le suivent. Le 14 juillet, Champlain arrive au lac où vit la tribu iroquoise des Agniers. Devant la somptuosité de ce qu’il voit, il baptise l’étendue d’eau à son nom. L’explorateur s’apprête à se battre contre une féroce tribu guerrière avec seulement 60 autochtones et 2 Français à sa disposition. La témérité du Français s’explique facilement : il est rappelé en France à la fin de la saison, c’est donc, peut-être sa dernière chance de combattre les Iroquois. De plus, lui et ses deux compatriotes sont armés d’arquebuse, arme redoutable, supérieure aux armes iroquoises. Champlain compte beaucoup sur l’effet de surprise que cela produira, la tribu Agnier n’ayant aucune connaissance des armes à feu,,.

## Bataille
Après deux semaines éprouvantes où il put observer les techniques de guerre et d’éclaireurs autochtones, le 29 juillet 1609, vers 10 heures du soir, Champlain vogue avec ses alliés aux environs du promontoire de Ticonderoga. Il fit, sur le lac, une rencontre très surprenante avec la tribu Agnier. Les deux partis rebroussent chemin. Les Iroquois retournèrent sur terre et construisent un fort temporaire très rapidement. Champlain et ses alliés restèrent sur le lac profitant ainsi de leurs canots supérieurs à ceux de leurs ennemis. Après des pourparlers, on conclut que la bataille se produirait le lendemain. Quand le jour arriva, Champlain débarqua plus loin du promontoire sur un terrain isolé. À deux cents mètres de la bataille, l’explorateur ordonne à ses compatriotes français de se cacher dans les bois pour attaquer le flanc droit de leurs ennemis. Ils devaient attendre que Champlain tire avant d’ouvrir le feu à leur tour. Les alliés sont une soixantaine et les Iroquois sont environ 200. La troupe de Champlain avance sur ses ennemis. Rendu à environ une quarantaine de mètres des Iroquois, l’explorateur français, alors resté à arrière de son régiment, court dans le passage qu’on lui fait au travers de ses hommes. On lui avait signifié que les trois Iroquois avec les chapeaux aux grandes plumes étaient les chefs. Champlain court sur une vingtaine de mètres et avant qu’on lui décoche une volée de flèches, il vise puis tire les chefs Iroquois. Deux d’entre eux meurent, et un autre Iroquois est blessé, l’arme étant chargée par quatre balles. Bien que les ennemis furent très surpris, ils répliquèrent par l’envoi de plusieurs flèches. Pendant que Champlain recharge son arme, ses compatriotes tirent des bois où ils étaient cachés. Le dernier des chefs iroquois meurt. Les troupes d’Agnier surprises et apeurées par la tournure des évènements ainsi que sans chefs, rompent les rangs. Champlain et sa troupe les pourchassent, les Iroquois perdirent une cinquantaine de soldats et douze des leurs furent faits prisonniers. Du côté des alliés, aucun mort et une quinzaine de blessés,,,.

## Conclusion
La victoire de Champlain est éphémère. En introduisant les armes européennes dans des conflits autochtones, Champlain a brisé les règles de la guerre avec les autochtones américains. Sa conduite poussera les Iroquois à se rebeller et surtout à s’armer comme leurs ennemis avec l’aide des nouvelles puissances européennes (hollandaise puis anglaise), qui tentent de s’introduire en Amérique. C’est le début des guerres franco-iroquoises qui opposera les Français, leurs alliés et les redoutables Iroquois.

## Médiagraphie
- Mathieu D’Avignon, Premiers récits de voyages en Nouvelle-France, 1603-1619, Québec, Presses de l'Université Laval, 2009, 385 p. (ISBN 978-2-7637-8643-8, OCLC 502313923)
- David Hackett Fischer (trad. de l'anglais), Le rêve de Champlain, Montréal, Boréal, 2011, 999 p. (ISBN 978-2-7646-2093-9, OCLC 701243975)
- Maurice K. Séguin, Samuel de Champlain : l’entrepreneur et le rêveur, Québec, Septentrion, 2008, 380 p. (ISBN 978-2-89448-550-7, OCLC 276652608)
- François-Marc Gagnon, « De la bonne manière de faire la guerre : analyse de quatre gravures dans les Œuvres de Champlain », Études littéraires, vol. 10, nos 1-2,‎ avril-août 1977, p. 125-144 (ISSN 0014-214X et 1708-9069, DOI 10.7202/500432ar, lire en ligne)